# Florica Zaha
Florica Zaha (n. 15 septembrie 1958, Avram Iancu, Bihor, România) este o cântăreață română de muzică populară din Bihor. Florica Zaha a primit primul premiu din cariera sa la concursul „Mândru-i cântecu-n Bihor" și lansarea ei propriu-zisă a avut în cadrul emisiunii-concurs „Floarea din grădină". 
Florica Zaha este licențiată în Drept, la Universitatea din Timișoara, însă nu a profesat niciodată, rămânând dedicată cântecului popular pe care l-a iubit întotdeauna. Are o colecție frumoasă de costume populare, dintre care unele au peste 100 de ani. Albumele sale, 14 la număr, s-au bucurat de succes în rândul iubitorilor de muzică populară. Cel mai recent album este Steaua mea cea norocoasă. Are doi copii, Roxana și Aurel.
Împreună cu Florica Bradu, Florica Duma și Florica Ungur, face parte din grupul de interprete de muzică populară românească denumit generic „Floricile Bihorului”.

## Discografie
| Titlul albumului                                     | Lista pieselor în ordinea în care sunt editate pe materialele discografice | Anul lansării | Acompaniament                                            | Casa de producție             | Cod          |
| ---------------------------------------------------- | --- | ------------- | -------------------------------------------------------- | ----------------------------- | ------------ |
| Românie, plai cu flori                               | A1. Românie, plai cu flori A2. Strigă glas de păcurar B1. Bată-l, bate, pe badea B2. Busuioc verde pe grindă | 1980          | Orchestra de muzică populară a RTV Dirijor: George Vancu | Electrecord                   | 45-M-10700   |
| I-auzi, cum mai cîntă țara                           | B13. De pe valea Crișului | 1983          | Orchestra RTV Dirijor: George Vancu                      | Electrecord                   | EPE 02291    |
| ”De pe valea Crișului”                               | A1. De pe valea Crișului A2. Pentru badea din alt sat A3. Am drăguț și bade drag A4. Toate plugurile ară A5. O trecut badea p-aci A6. Până ce-s la mama fată B1. Cale lungă peste sat B2. Tăt aș hori și-aș cânta B3. Atuncea mi-i lumea dragă B4. Zice lumea că iubesc B5. Supărată-i mireasa B6. Așa zic nevestele | 1984          | Orchestra George Vancu                                   | Electrecord                   | ST-EPE 02404 |
| Autografe Muzicale                                   | A4. Până ce-s la mama fată | 1986          | Orchestra George Vancu                                   | Electrecord                   | ST-EPE 02881 |
| Dragu mi-i unde-am venit                             | A1. Dragu mi-i unde-am venit A2. Mânce-te bade, amaru' A3. Măicuța, mama cu fete A4. Am un glas ca-un țângalău A5. Bine-i stă mamei cu prunci A6. Cucule cu pene multe B1. Zi-i mai bine highighiș B2. Maica mea, urâtu' vine B3. Toată lumea-i dintr-un neam B4. Vine maica joi seara B5. 'Naltu-i badea și frumos B6. Bădița-l meu cel din sat | 1986          | Orchestra George Mițin-Vărieșescu                        | Electrecord                   | ST-EPE 02936 |
| ”Cânt la lume că mi-i dragă” (versiunea Electrecord) | A1. Cânt la lume că mi-i dragă A2. Bade, nu mă tot huli A3. Trecut-o bădița, șesu' A4. Roată văd lumea cu ochii A5. Tragănă, nană A6. Am o fată ca o floare A7. Traiu' și fetia mea A8. Măi Ioane, dragul meu B1. Drag mi-e să-mi petrec la nuntă B2. Joară-se badea și spune B3. Iacătă-mă și eu aci B4. De când a fost tata pruncu B5. Bădița-l meu vânător B6. Hai la baba să-ți ghicească B7. Zac mândrele, zac și eu                                                      | 1995          | Formația instrumentală condusă de Aurel Moț              | Electrecord                   | EPE 04389    |
| Cânt la lume că mi-e dragă (reeditare)               | A1. Zac mândrele, zac și eu A2. Drag mi-e să-mi petrec la nuntă A3. Măi Ioane, dragul meu A4. Hai la baba să-ți ghicească A5. Iacătă-mă și eu aci A6. Roată văd lumea cu ochii A7. Cânt la lume că mi-e dragă A8. Dragu mi-i unde-am venit B1. Am o fată ca o floare B2. Trecut-o bădița, șesu' B3. Traiu' și fetia mea B4. Joară-se badea și spune B5. Bădița-l meu vânător B6. De când a fost tata pruncu B7. Tragănă, nană B8. Bade, nu mă tot huli                         | 1995          | Formația Aurel Moț                                       | Audio Pro Music‎               | 0278         |
| De la români, pentru români                          | 2. Mă băgai la voi în casă | 2004          | Orchestra Cătălin Ardelean                               | Oltenia Star Music Production |              |
| Steaua mea cea norocoasă                             | 1. Steaua mea cea norocoasă 2. Bihorenii când petrece 3. Dragu' mamii fecioraș 4. Cine uită dragostea 5. Bine-i cu două mândruțe 6. Ține-te Doamne, nănaș 7. Am un bade, n-am o sută 8. Bagă-mi Doamne-n pungă bani 9. Bată-l Doamne-un pui de domn 10. Când stă frate lângă frate 11. Fata mea, nădejdea mea 12. Mă mir de ce-mbătrânesc 13. Bihorean cu vorbă dulce 14. Noi merem la cununie 15. O vai, vai, străinătate 16. Taica meu, măicuța me' 17. Oare cum ar fi lumea | 2006          | Orchestra Cătălin Ardelean                               | EuroMusic                     | 9618-4       |